# 신다윈주의

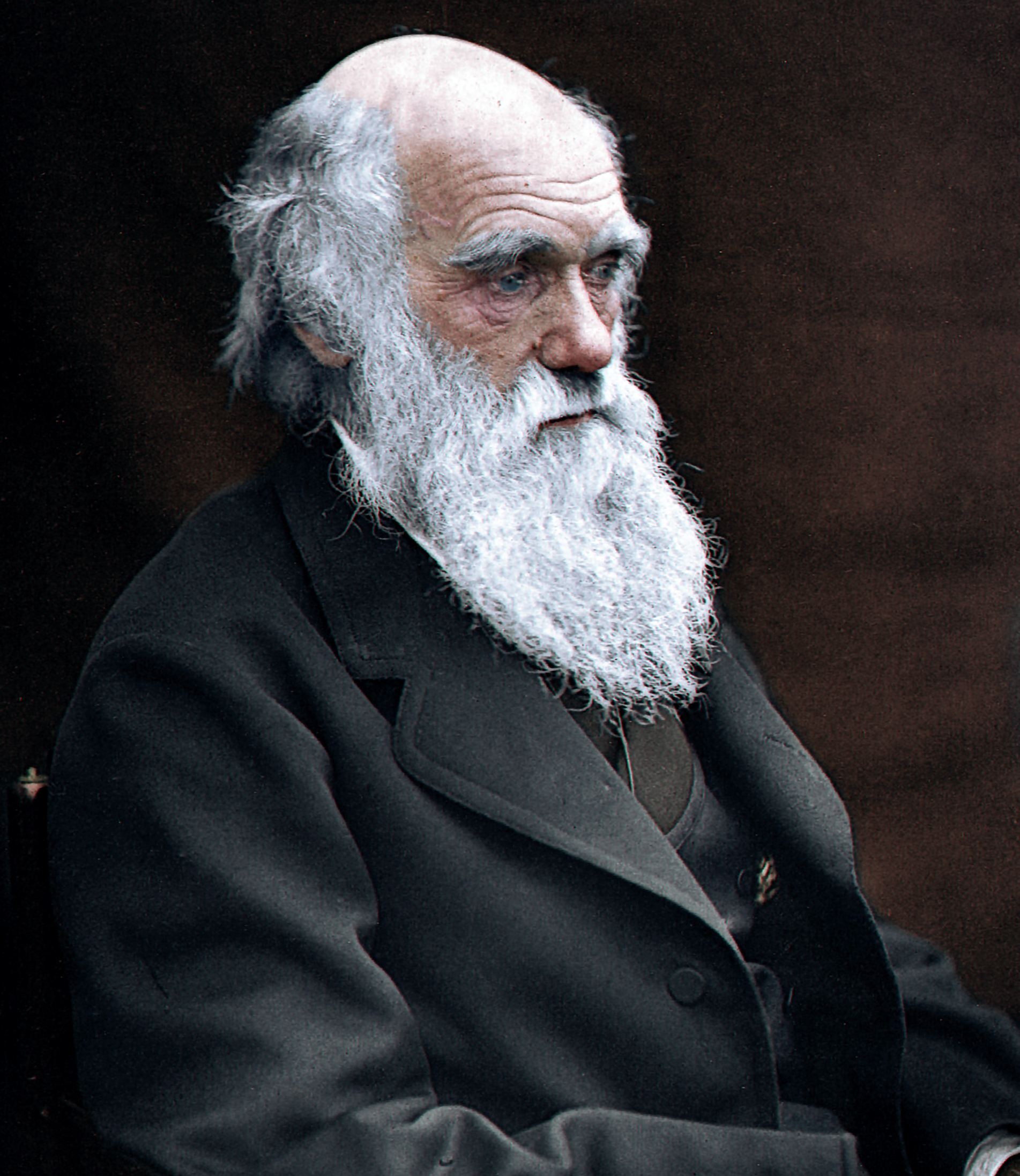

신다윈주의(Neo-Darwinism)은 다윈의 진화론, 멘델로부터 시작된 유전학과 자연선택설을 기반으로 하는 학설들의 총칭이다. 이 이론은 현대 진화론의 토대로 받아들여지고 있다.

## 같이 보기
- 현대 진화 이론
- 진화생물학
- 신라마르크주의
- 후생유전학
- 진화발생학